# Будиншчина
Будиншчина је насељено место и седиште општине у Крапинско-загорској жупанији, Хрватска. До територијалне реорганизације у Хрватској налазила се у саставу бивше велике општине Златар-Бистрица.

## Становништво
На попису становништва 2011. године, општина Будиншћина је имала 2.503 становника, од чега у самој Будиншћини 538.

## Попис1991.
На попису становништва 1991. године, насељено место Будиншћина је имало 613 становника, следећег националног састава:
| Попис 1991.‍  | Попис 1991.‍  | Попис 1991.‍ | Попис 1991.‍ | Попис 1991.‍ |
| ------------ | ------------ | ----------- | ----------- | ----------- |
|              |              |             |             |             |
| Хрвати       | Хрвати       |             | 597         | 97,38%      |
| Словенци     | Словенци     |             | 3           | 0,48%       |
| Мађари       | Мађари       |             | 1           | 0,16%       |
| Срби         | Срби         |             | 1           | 0,16%       |
| неопредељени | неопредељени |             | 2           | 0,32%       |
| регион. опр. | регион. опр. |             | 1           | 0,16%       |
| непознато    | непознато    |             | 8           | 1,30%       |
| укупно: 613  |              |             |             |             |